# Temporada da IndyCar Series de 2009
A Temporada da IndyCar Series de 2009, foi a décima quarta temporada da categoria. A temporada 2009 teve 17 provas, começando em 5 de abril no circuito de rua de São Petersburgo e se encerrando em Miami no dia 10 de outubro, sendo sua principal prova as 500 Milhas de Indianápolis, vencida pelo brasileiro Hélio Castroneves.
A temporada marcou a saída das provas de Nashville e Detroit, e a entrada das provas de Toronto e Long Beach. O campeão foi o escocês Dario Franchitti, da equipe Chip Ganassi Racing.

## Calendário
Calendário confirmado no dia 30 de Julho de 2008. A etapa de Detroit, no Belle Isle Park foi cancelada pelos organizadores devido a falta de patrocinadores.
| Prova | Nome da Corrida                       | Circuito                       | Local           | Data           | Horário (ET) |
| ----- | ------------------------------------- | ------------------------------ | --------------- | -------------- | ------------ |
| 1     | Honda Grand Prix of St. Petersburg    | Ruas de São Petersburgo        | São Petersburgo | 5 de abril     | 14:00        |
| 2     | Toyota Grand Prix of Long Beach       | Ruas de Long Beach             | Long Beach      | 19 de abril    | 15:30        |
| 3     | RoadRunner Turbo Indy 300             | Kansas Speedway                | Kansas          | 26 de abril    | 16:00        |
| 4     | 92nd Indianapolis 500                 | Indianapolis Motor Speedway    | Speedway        | 24 de maio     | 13:00        |
| 5     | ABC Supply Company A.J. Foyt 225      | The Milwaukee Mile             | West Allis      | 31 de maio     | 15:30        |
| 6     | Bombardier Learjet 550                | Texas Motor Speedway           | Fort Worth      | 6 de junho     | 21:00        |
| 7     | Iowa Corn Indy 250                    | Iowa Speedway                  | Newton          | 21 de junho    | 13:00        |
| 8     | SunTrust Indy Challenge               | Richmond International Raceway | Richmond        | 27 de junho    | 20:00        |
| 9     | Camping World Watkins Glen Grand Prix | Watkins Glen International     | Watkins Glen    | 5 de julho     | 13:00        |
| 10    | Toronto Indy                          | Ruas de Toronto                | Toronto         | 12 de julho    | 13:00        |
| 11    | Rexall Edmonton Indy                  | Ruas de Edmonton               | Edmonton        | 26 de julho    | 17:00        |
| 12    | Meijer Indy 300                       | Kentucky Speedway              | Sparta          | 1 de agosto    | 20:00        |
| 13    | Honda Indy 200                        | Mid-Ohio Sports Car Course     | Lexington       | 9 de agosto    | 13:00        |
| 14    | Indy Grand Prix of Sonoma             | Infineon Raceway               | Sonoma          | 23 de agosto   | 17:00        |
| 15    | Peak Antifreeze Indy 300              | Chicagoland Speedway           | Joliet          | 29 de agosto   | 21:00        |
| 16    | Bridgestone Indy Japan 300            | Twin Ring Motegi               | Motegi          | 19 de setembro | 22:30        |
| 17    | Firestone Indy 300                    | Homestead-Miami Speedway       | Homestead       | 11 de outubro  | 16:00        |

- Circuitos ovais
- Circuitos de rua temporários
- Circuitos mistos permanentes

## Pilotos e Equipes
| Equipe                     | Chassis | Motor | Pneu | Nº    | Pilotos               | Corridas             |
| -------------------------- | ------- | ----- | ---- | ----- | --------------------- | -------------------- |
| Chip Ganassi Racing        | Dallara | Honda | F    | 9     | Scott Dixon           | 1-17                 |
| Chip Ganassi Racing        | Dallara | Honda | F    | 10    | Dario Franchitti      | 1-17                 |
| Team Penske                | Dallara | Honda | F    | 3     | Hélio Castroneves[1]  | 2-17                 |
| Team Penske                | Dallara | Honda | F    | 3     | Will Power[2]         | 1                    |
| Team Penske                | Dallara | Honda | F    | 12    | Will Power[2]         | 2, 4, 10-12, 14      |
| Team Penske                | Dallara | Honda | F    | 6     | Ryan Briscoe          | 1-17                 |
| Andretti-Green Racing      | Dallara | Honda | F    | 7     | Danica Patrick        | 1-17                 |
| Andretti-Green Racing      | Dallara | Honda | F    | 11    | Tony Kanaan           | 1-17                 |
| Andretti-Green Racing      | Dallara | Honda | F    | 25    | Franck Montagny (R)   | 14                   |
| Andretti-Green Racing      | Dallara | Honda | F    | 26    | Marco Andretti        | 1-17                 |
| Andretti-Green Racing      | Dallara | Honda | F    | 27    | Hideki Mutoh          | 1-17                 |
| Newman/Haas/Lanigan Racing | Dallara | Honda | F    | 02    | Graham Rahal          | 1-17                 |
| Newman/Haas/Lanigan Racing | Dallara | Honda | F    | 06    | Robert Doornbos (R)   | 1-12                 |
| Newman/Haas/Lanigan Racing | Dallara | Honda | F    | 06    | Oriol Servià          | 13-16                |
| Newman/Haas/Lanigan Racing | Dallara | Honda | F    | 40202 | Alex Lloyd (R)[4]     | 17                   |
| KV Racing Technology       | Dallara | Honda | F    | 5     | Mario Moraes          | 1-12, 14-17          |
| KV Racing Technology       | Dallara | Honda | F    | 5     | Paul Tracy            | 13                   |
| KV Racing Technology       | Dallara | Honda | F    | 15    | Paul Tracy            | 4, 9-11              |
| KV Racing Technology       | Dallara | Honda | F    | 8     | Townsend Bell         | 4                    |
| Panther Racing             | Dallara | Honda | F    | 4     | Dan Wheldon           | 1-17                 |
| Panther Racing             | Dallara | Honda | F    | 16    | Scott Sharp           | 4                    |
| A. J. Foyt Enterprises     | Dallara | Honda | F    | 14    | Vitor Meira[3]        | 1-4                  |
| A. J. Foyt Enterprises     | Dallara | Honda | F    | 14    | Ryan Hunter-Reay      | 7-17                 |
| A. J. Foyt Enterprises     | Dallara | Honda | F    | 14    | Paul Tracy            | 5                    |
| A. J. Foyt Enterprises     | Dallara | Honda | F    | 14    | A.J. Foyt IV          | 6                    |
| A. J. Foyt Enterprises     | Dallara | Honda | F    | 41    | A.J. Foyt IV          | 4                    |
| Vision Racing              | Dallara | Honda | F    | 20    | Ed Carpenter          | 1-17                 |
| Vision Racing              | Dallara | Honda | F    | 21    | Ryan Hunter-Reay      | 1-6                  |
| Dreyer & Reinbold Racing   | Dallara | Honda | F    | 24    | Mike Conway (R)       | 1-17                 |
| Dreyer & Reinbold Racing   | Dallara | Honda | F    | 23    | Darren Manning        | 1-2                  |
| Dreyer & Reinbold Racing   | Dallara | Honda | F    | 23    | Milka Duno            | 3-4, 6, 9, 12-15, 17 |
| Dreyer & Reinbold Racing   | Dallara | Honda | F    | 23    | Roger Yasukawa        | 16                   |
| Dreyer & Reinbold Racing   | Dallara | Honda | F    | 23    | Tomas Scheckter       | 5, 7-8, 10-11        |
| Dreyer & Reinbold Racing   | Dallara | Honda | F    | 43    | Tomas Scheckter       | 6, 12, 15-17         |
| Dreyer & Reinbold Racing   | Dallara | Honda | F    | 44    | Davey Hamilton        | 4                    |
| HVM Racing                 | Dallara | Honda | F    | 13    | EJ Viso               | 1-17                 |
| HVM Racing                 | Dallara | Honda | F    | 33    | Robert Doornbos (R)   | 13-17                |
| HVM Racing                 | Dallara | Honda | F    | 00    | Nelson Philippe (R)   | 4                    |
| Conquest Racing            | Dallara | Honda | F    | 34    | Kosuke Matsuura       | 16                   |
| Conquest Racing            | Dallara | Honda | F    | 34    | Nelson Philippe (R)   | 14                   |
| Conquest Racing            | Dallara | Honda | F    | 34    | Alex Tagliani[4]      | 1-2, 6, 10-11        |
| Conquest Racing            | Dallara | Honda | F    | 34    | Alex Tagliani[4]      | 4                    |
| Conquest Racing            | Dallara | Honda | F    | 36    | Alex Tagliani[4]      | 4                    |
| Conquest Racing            | Dallara | Honda | F    | 36    | Bruno Junqueira[5]    | 4                    |
| Dale Coyne Racing          | Dallara | Honda | F    | 18    | Justin Wilson         | 2-17                 |
| Dale Coyne Racing          | Dallara | Honda | F    | 19    | Justin Wilson         | 1                    |
| Dale Coyne Racing          | Dallara | Honda | F    | 19    | Tomas Scheckter       | 4                    |
| Curb/Agajanian/3G Racing   | Dallara | Honda | F    | 98    | Stanton Barrett (R)   | 1-3, 5               |
| Curb/Agajanian/3G Racing   | Dallara | Honda | F    | 98    | Stanton Barrett (R)   | 4                    |
| Curb/Agajanian/3G Racing   | Dallara | Honda | F    | 98    | Jaques Lazier         | 6-8, 12, 15          |
| Curb/Agajanian/3G Racing   | Dallara | Honda | F    | 98    | Richard Antinucci (R) | 9-11, 13-14          |
| Luczo Dragon Racing        | Dallara | Honda | F    | 2     | Raphael Matos (R)     | 1-17                 |
| Sarah Fisher Racing        | Dallara | Honda | F    | 67    | Sarah Fisher          | 3-4, 6, 12, 15, 17   |
| Richard Petty Motorsports  | Dallara | Honda | F    | 43    | John Andretti         | 4                    |
| Sam Schmidt Motorsports    | Dallara | Honda | F    | 99    | Alex Lloyd (R)        | 4                    |
| Hemelgarn Racing           | Dallara | Honda | F    | 91    | Buddy Lazier          | 4                    |
| Rahal Letterman Racing     | Dallara | Honda | F    | 17    | Oriol Servià          | 4                    |

- (R) - Rookie
- Pilotos que disputaram todas as corridas
- Pilotos que disputaram parcialmente a temporada
- Corridas em que o piloto não se qualificou

Notas
- 1 ^ Hélio Castroneves foi julgado por evasão de divisas,[14] porém como o julgamento acabou na véspera do GP de Long Beach, a equipe contratou Will Power para substituir Castroneves na corrida de São Petersburgo com o carro#3.[15]
- 2 ^ Power teve fraturas nas vértebras durante treinos em Sonoma[11]
- 3 ^ Vitor Meira não correu o restante da temporada devido a uma lesão sofrida em Indianápolis.
- 4 ^ Lloyd correu na etapa de Homestead com um Dallara-Honda #40202, o que causou surpresa para muitos, uma vez que a Newman/Haas usaria o #6 no restante da temporada.[16] Era uma estratégia de publicidade da equipe para qualquer um doar cinco dólares via SMS, usando o número do carro de Lloyd para enviar a mensagem.[17]
- 5 ^ Tagliani não se qualificou para as 500 Milhas de Indianápolis,[12] porém correu no lugar de Junqueira.[18]

## Resultados
| GP | Grande Prêmio   | Pole Position     | Líder por mais voltas | Vencedor          | Equipe       | Descrição |
| -- | --------------- | ----------------- | --------------------- | ----------------- | ------------ | --------- |
| 1  | São Petersburgo | Graham Rahal      | Justin Wilson         | Ryan Briscoe      | Penske       | Descrição |
| 2  | Long Beach      | Will Power        | Dario Franchitti      | Dario Franchitti  | Chip Ganassi | Descrição |
| 3  | Kansas          | Graham Rahal      | Scott Dixon           | Scott Dixon       | Chip Ganassi | Descrição |
| 4  | Indianápolis    | Helio Castroneves | Scott Dixon           | Helio Castroneves | Penske       | Descrição |
| 5  | Milwaukee       | Ryan Briscoe      | Ryan Briscoe          | Scott Dixon       | Chip Ganassi | Descrição |
| 6  | Texas           | Dario Franchitti  | Ryan Briscoe          | Helio Castroneves | Penske       | Descrição |
| 7  | Iowa            | Helio Castroneves | Ryan Briscoe          | Dario Franchitti  | Chip Ganassi | Descrição |
| 8  | Richmond        | Dario Franchitti  | Scott Dixon           | Scott Dixon       | Chip Ganassi | Descrição |
| 9  | Watkins Glen    | Ryan Briscoe      | Justin Wilson         | Justin Wilson     | Dale Coyne   | Descrição |
| 10 | Toronto         | Dario Franchitti  | Dario Franchitti      | Dario Franchitti  | Chip Ganassi | Descrição |
| 11 | Edmonton        | Will Power        | Will Power            | Will Power        | Penske       | Descrição |
| 12 | Kentucky        | Scott Dixon       | Scott Dixon           | Ryan Briscoe      | Penske       | Descrição |
| 13 | Mid-Ohio        | Ryan Briscoe      | Scott Dixon           | Scott Dixon       | Chip Ganassi | Descrição |
| 14 | Sonoma          | Dario Franchitti  | Dario Franchitti      | Dario Franchitti  | Chip Ganassi | Descrição |
| 15 | Chicago         | Ryan Briscoe      | Ryan Briscoe          | Ryan Briscoe      | Penske       | Descrição |
| 16 | Motegi          | Scott Dixon       | Scott Dixon           | Scott Dixon       | Chip Ganassi | Descrição |
| 17 | Miami           | Dario Franchitti  | Ryan Briscoe          | Dario Franchitti  | Chip Ganassi | Descrição |

## Pontuação
| Pos | Piloto      | STP | LBH | KAN | IND | MIL | TXS | IOW | RIC | WAT | TOR | EDM | KEN | MID | SON | CHI | MOT | HOM | Pts |
| --- | ----------- | --- | --- | --- | --- | --- | --- | --- | --- | --- | --- | --- | --- | --- | --- | --- | --- | --- | --- |
| 1   | Franchitti  | 4   | 1   | 18  | 7   | 3   | 5   | 1   | 2   | 15  | 1   | 5   | 6   | 3   | 1   | 4   | 2   | 1   | 616 |
| 2   | Dixon       | 16  | 15  | 1   | 6   | 1   | 3   | 5   | 1   | 3   | 4   | 3   | 7¹  | 1   | 13  | 2   | 1   | 3   | 605 |
| 3   | Briscoe     | 1   | 13  | 4   | 15  | 2   | 2   | 2   | 19  | 2   | 2   | 4   | 1   | 2   | 2   | 1   | 18  | 2   | 604 |
| 4   | Castroneves |     | 7   | 2   | 1   | 11  | 1   | 7¹  | 17  | 4   | 18  | 2   | 4   | 12  | 18  | 20  | 10  | 5   | 433 |
| 5   | Patrick     | 19  | 4   | 5   | 3   | 5   | 6   | 9   | 5   | 11  | 6   | 11  | 8   | 19  | 16  | 12  | 6   | 19  | 393 |
| 6   | Kanaan      | 5   | 3   | 3   | 27  | 19  | 8   | 14  | 6   | 8   | 17  | 21  | 3   | 10  | 8   | 13  | 11  | 4   | 386 |
| 7   | Rahal       | 7   | 12  | 7   | 31  | 4   | 22  | 11  | 3   | 13  | 20  | 7   | 5   | 8   | 21  | 5   | 3   | 11  | 385 |
| 8   | M.Andretti  | 13  | 6   | 6   | 30  | 7   | 4   | 12  | 7   | 5   | 8   | 10  | 10  | 6   | 14  | 11  | 7   | 22  | 380 |
| 9   | Wilson      | 3   | 22  | 14  | 23  | 15  | 15  | 18  | 14  | 1   | 5   | 8   | 21  | 13  | 7   | 10  | 12  | 10  | 354 |
| 10  | Wheldon     | 14  | 5   | 10  | 2   | 10  | 7   | 4   | 10  | 10  | 14  | 15  | 11  | 16  | 12  | 22  | 8   | 21  | 354 |
| 11  | Mutoh       | 15  | 20  | 8   | 10  | 8   | 21  | 3   | 4   | 18  | 12  | 14  | 13  | 5   | 5   | 23  | 14  | 6   | 353 |
| 12  | Carpenter   | 18  | 18  | 9   | 8   | 16  | 9   | 10  | 13  | 16  | 15  | 16  | 2   | 17  | 11  | 6   | 13  | 12  | 321 |
| 13  | Matos       | 20  | 8   | 20  | 22  | 6   | 12  | 16  | 8   | 12  | 10  | 18  | 16  | 9   | 9   | 9   | 9   | 14  | 312 |
| 14  | Moraes      | 21  | 19  | 11  | 33  | 9   | 10  | 17  | 16  | 14  | 11  | 23  | 18  |     | 4   | 3   | 5   | 7   | 304 |
| 15  | Hunter-Reay | 2   | 11  | 15  | 32  | 12  | 16  | 19  | 15  | 21  | 7   | 17  | 14  | 4   | 19  | 15  | 21  | 13  | 298 |
| 16  | Doornbos    | 11  | 9   | 12  | 28  | 14  | 11  | 15  | 9   | 9   | 23  | 9   | 19  | 14  | 10  | 18  | 16  | 20  | 283 |
| 17  | Conway      | 22  | 21  | 19  | 18  | 20  | 19  | 8   | 18  | 6   | 22  | 20  | 17  | 20  | 3   | 16  | 22  | 15  | 261 |
| 18  | Viso        | 17  | 23  | 21  | 24  | 18  | 24  | 20  | 12  | 7   | 13  | 12  | 15  | 15  | 22  | 17  | 15  | 16  | 248 |
| 19  | Power       | 6   | 2   |     | 5   |     |     |     |     |     | 3   | 1   | 9   |     | NL  |     |     |     | 215 |
| 20  | Scheckter   |     |     |     | 12  | 13  | 13  | 6   | 11  |     | 16  | 19  | 22  |     |     | 8   | 23  | 9   | 195 |
| 21  | Servià      |     |     |     | 26  |     |     |     |     |     |     |     |     | 11  | 6   | 7   | 4   |     | 115 |
| 22  | Tagliani    | 10  | 10  |     | 11  |     | 14  |     |     |     | 9   | 13  |     |     |     |     |     |     | 114 |
| 23  | Tracy       |     |     |     | 9   | 17  |     |     |     | 20  | 19  | 6   |     | 7   |     |     |     |     | 113 |
| 24  | Duno        |     |     | 16  | 20  |     | 23  |     |     | 17  |     |     | 20  | 21  | 17  | 21  |     | 17  | 113 |
| 25  | Fisher      |     |     | 13  | 17  |     | 17  |     |     |     |     |     | 12  |     |     | 14  |     | 18  | 89  |
| 26  | J.Lazier    |     |     |     |     |     | 18  | 13  | 20  |     |     |     | 23  |     |     | 19  |     | 23  | 77  |
| 27  | Antinucci   |     |     |     |     |     |     |     |     | 19  | 21  | 22  |     | 18  | 15  |     |     |     | 63  |
| 28  | Meira       | 9   | 14  | 22  | 21  |     |     |     |     |     |     |     |     |     |     |     |     |     | 62  |
| 29  | Barrett     | 12  | 17  | 17  | NQ  | NL  |     |     |     |     |     |     |     |     |     |     | 19  |     | 62  |
| 30  | Lloyd       |     |     |     | 13  |     |     |     |     |     |     |     |     |     |     |     |     | 8   | 41  |
| 31  | Manning     | 8   | 16  |     |     |     |     |     |     |     |     |     |     |     |     |     |     |     | 38  |
| 32  | Bell        |     |     |     | 4   |     |     |     |     |     |     |     |     |     |     |     |     |     | 32  |
| 33  | Foyt IV     |     |     |     | 16  |     | 20  |     |     |     |     |     |     |     |     |     |     |     | 26  |
| 34  | Sharp       |     |     |     | 14  |     |     |     |     |     |     |     |     |     |     |     |     |     | 16  |
| 35  | Philippe    |     |     |     | 25  |     |     |     |     |     |     |     |     |     | NL  |     |     |     | 16  |
| 36  | Matsuura    |     |     |     |     |     |     |     |     |     |     |     |     |     |     |     | 17  |     | 13  |
| 37  | J.Andretti  |     |     |     | 19  |     |     |     |     |     |     |     |     |     |     |     |     |     | 12  |
| 38  | Yasukawa    |     |     |     |     |     |     |     |     |     |     |     |     |     |     |     | 20  |     | 12  |
| 39  | Montagny    |     |     |     |     |     |     |     |     |     |     |     |     |     | 20  |     |     |     | 12  |
| 40  | Hamilton    |     |     |     | 29  |     |     |     |     |     |     |     |     |     |     |     |     |     | 10  |
| —   | Junqueira   |     |     |     | S   |     |     |     |     |     |     |     |     |     |     |     |     |     | 0   |
| —   | B.Lazier    |     |     |     | NQ  |     |     |     |     |     |     |     |     |     |     |     |     |     | 0   |
| Pos | Piloto      | STP | LBH | KAN | IND | MIL | TXS | IOW | RIC | WAT | TOR | EDM | KEN | MID | SON | CHI | MOT | HOM | Pts |

| Cor           | Resultado             |
| ------------- | --------------------- |
| Ouro          | Vencedor              |
| Prata         | 2º lugar              |
| Bronze        | 3º lugar              |
| Verde         | 4º ao 5º lugar        |
| Azul          | 6º ao 10º lugar       |
| Roxo          | 11º lugar em diante   |
| Púrpura       | Não terminou          |
| Vermelho      | Não classificado (NQ) |
| Preto         | Desclassificado (DSQ) |
| Branco        | Não começou (NL)      |
| Marrom        | Substituído (S)       |
| Azul claro    | Apenas treino (AT)    |
| Sem cor       | Não participou        |
| Sem cor       | Lesionado (LES)       |
| Sem cor       | Excluído (EX)         |
|               |                       |
| Negrito       | Pole-position         |
| Itálico       | Líder por mais voltas |
| Rookie do ano |                       |
| Rookie        |                       |

| Posição | 1  | 2  | 3  | 4  | 5  | 6  | 7  | 8  | 9  | 10 | 11 | 12 | 13 | 14 | 15 | 16 | 17 | 18 | 19 | 20 | 21 | 22 | 23 | 24 | 25 | 26 | 27 | 28 | 29 | 30 | 31 | 32 | 33 | PP | VL |
| ------- | -- | -- | -- | -- | -- | -- | -- | -- | -- | -- | -- | -- | -- | -- | -- | -- | -- | -- | -- | -- | -- | -- | -- | -- | -- | -- | -- | -- | -- | -- | -- | -- | -- | -- | -- |
| Pontos  | 50 | 40 | 35 | 32 | 30 | 28 | 26 | 24 | 22 | 20 | 19 | 18 | 17 | 16 | 15 | 14 | 13 | 12 | 12 | 12 | 12 | 12 | 12 | 12 | 10 | 10 | 10 | 10 | 10 | 10 | 10 | 10 | 10 | 1  | 2  |